# Parlamentswahl in Belgien 2007
- Ecolo: 8
- Groen: 4
- sp.a-SPIRIT: 14
- PS: 20
- MR: 23
- Open VLD: 18
- cdh: 10
- CDV/NVA: 30
- LDD: 5
- VB: 17
- FN: 1

- CDV/NVA: 30
- MR: 23
- PS: 20
- Open VLD: 18
- cdh: 10
- VB: 17
- sp.a-SPIRIT: 14
- Ecolo: 8
- LDD: 5
- Groen: 4
- FN: 1

Die Wahl zur belgischen Abgeordnetenkammer wurde am 10. Juni 2007 abgehalten.

## Vorgeschichte
Seit 1999 amtierte Guy Verhofstadt (VLD) als Premierminister. Zwischen 1999 und 2003 führte er eine „Regenbogen-Koalition“ aus Sozialisten (PS und sp.a.-SPIRIT), Liberalen (OpenVLD und Mouvement Réformateur) und Grünen (Ecolo und Groen!), die nach der Wahl 2003 ohne die Grünen fortgeführt wurde („Lila“ oder „Violette Koalition“). Die Vierparteienkoalition verfügte zwar über fast zwei Drittel der Mandate in der Abgeordnetenkammer, wurde jedoch durch unterschiedliche Interessenlagen in der Frage einer Staatsreform geschwächt. Die beiden flämischen Parteien VLD und SP.a-SPIRIT drängten auf eine Verfassungsreform (die sechste in 40 Jahren), die Flandern mehr Autonomie verschaffen sollte. Eine verstärkte Autonomie der Regionen wurde jedoch von allen französischsprachigen Parteien abgelehnt. Die Regionalwahlen in Flandern, Wallonien und Brüssel im Jahr 2004 hatten zudem zu Regierungskoalitionen geführt, die zu der gesamtbelgischen Regierungskoalition inkongruent waren. In Flandern bildete sich eine Koalition aus dem Wahlgewinner CD&V/NVA mit VLD and SP.a-SPIRIT und in Wallonien sowie Brüssel bildeten sich Koalitionen aus PS und cdh, während MR, der PS-Koalitionspartner auf föderaler Ebene, in die Opposition wanderte.

## Ergebnisse

### Kammer (Unterhaus)
Bei einer vergleichsweise hohen Wahlbeteiligung von 92,8 %, die wohl größtenteils auf die belgische Wahlpflicht zurückging, errangen elf Parteien Sitze in der Abgeordnetenkammer. Stärkste Kraft wurde die gemeinsame Liste der flämischen Christdemokraten (CD&V) mit der konservativen N-VA, die über 18,5 % der Stimmen und 30 Sitze erhielt und deutliche Sitzgewinne verzeichnete. Es folgten die wallonischen Liberalen (MR), die mit 12,5 % der Stimmen zwar an Stimmen zulegten, aber mit 23 Mandaten einen Sitz verloren.
Drittstärkste Kraft wurde der rechtspopulistische Vlaams Belang (VB), der leichte Stimmgewinne erzielte, mit 17 Sitzen aber einen Sitz verlor.
Es folgten die flämischen Liberalen (Open VLD) mit 18 Sitzen und die wallonischen Sozialisten (PS) mit 20 Sitzen, die beide Stimmen und Sitze einbüßten, jedoch trotz einer geringeren Anzahl an Wählerstimmen mehr Mandate als der VB erhielten. Die flämischen Sozialisten (SP-A), erlitten deutliche Verluste, die wallonischen Christdemokraten (CDH) konnten leicht zulegen.
Die wallonischen Grünen (Ecolo) verdoppelten die Anzahl ihrer Sitze auf 8, die wallonischen Grünen (Groen!) zogen mit 4 Sitzen neu ins Parlament ein. Ebenfalls neu im Parlament mit 4 Mandaten war die flämische rechtsliberale LLD. Wie bei der vorigen Wahl errang die rechtsextreme Front National (FN) ein Mandat.
Das amtliche Endergebnis:
| Wahlberechtigte    | 7.720.796 |         |             |       |             |
| abgegebene Stimmen | 7.032.077 | 92,54 % |             |       |             |
| gültige Stimmen    | 6.671.360 | 87,80 % |             |       |             |
|                    | Stimmen   | Anteil  | +/− zu 2003 | Sitze | +/− zu 2003 |
| CD&V/N-VA          | 1.234.950 | 18,51 % | +2,20 %     | 30    | +8          |
| MR                 | 835.073   | 12,52 % | +1,12 %     | 23    | −1          |
| VB                 | 799.844   | 11,99 % | +0,40 %     | 17    | −1          |
| Open VLD           | 789.445   | 11,83 % | −3,53 %     | 18    | −7          |
| PS                 | 724.787   | 10,86 % | −2,16 %     | 20    | −5          |
| SP-A-SPIRIT        | 684.390   | 10,26 % | −4,65 %     | 14    | −9          |
| CDH                | 404.077   | 6,06 %  | +0,59 %     | 10    | +2          |
| Ecolo              | 340.378   | 5,10 %  | +2,04 %     | 8     | +4          |
| LDD                | 268.648   | 4,03 %  | –           | 5     | –           |
| Groen!             | 265.828   | 3,98 %  | +1,51 %     | 4     | +4          |
| FN                 | 131.385   | 1,97 %  | −0,01       | 1     | ±0          |

1. ↑  Bei der Wahl 2003 traten CD&V und NV-A mit getrennten Listen an.
2. ↑  Bei der Wahl 203 als Vlaams Blok, 2007 als Vlaams Belang
3. ↑  Bei der Wahl 2003 als VLD, 2007 als OpenVLD
4. ↑  Bei der Wahl 2003 als AGALEV, 2007 als GROEN!

Abstimmungsverhalten nach Blöcken
| Ergebnis nach Blöcken %3020100 24,3521,1218,5111,999,086,064,031,972,89 MR/ VLDaPS/ sp.aCDV/NVAcVBdEcolo/ GroenecdhLDDFNSonst.Gewinne und Verlusteim Vergleich zu 2003 %p 6 4 2 0 −2 −4 −6 −8−2,41−6,81+2,20+0,40+3,55+0,59+4,03−0,01−1,54MR/ VLDPS/ sp.aCDV/NVAVBEcolo/ GroencdhLDDFNSonst.Anmerkungen:a 2007 Open VLDc 2007 gemeinsame Liste; 2003 getrennte Listend 2007 Vlaams Belang; 2003 Vlaams Bloke 2007: Groen! + Ecolo; 2003 Agalev + Ecolo |

### Senat (Oberhaus)
Neben den Unterhaus-Abgeordneten wurden auch 40 von insgesamt 71 Senatoren direkt gewählt. Wie bei den Wahlen des europäischen Parlaments wurde die Wählerschaft in zwei Wahlkollegien aufgeteilt: Das französischsprachige Kollegium wählte 15 Senatoren und das niederländischsprachige 25. Im Sonderwahlkreis Brüssel-Halle-Vilvoorde entschieden die Bürger durch die Wahl einer französischsprachigen bzw. niederländischsprachigen Partei selbst, welchem Kollegium sie angehören wollten.
Wahlgewinner war die gemeinsame Liste der flämischen Christdemokraten (CD&V) mit der konservativen N-VA, die drei Senatssitze dazugewannen. Wie auch bei den Kammerwahlen verloren die Sozialdemokraten (PS und SP-A) in beiden Landesteilen, die Grünen (Groen! und Ecolo) legten in beiden Landesteilen zu. Die wallonischen Liberalen (MR) gewannen einen Senatssitz, die flämischen Liberalen (OpenVLD) verloren zwei Sitze. Die flämische rechtsliberale LLD, die zum ersten Mal antrat, errang einen Sitz im Senat.
Das amtliche Endergebnis:
| Wahlberechtigte                | 7.720.796 |         |             |       |             |
| abgegebene Stimmen             | 7.032.384 | 95,14 % |             |       |             |
| gültige Stimmen                | 6.628.127 | 85,33 % |             |       |             |
|                                | Stimmen   | Anteil  | +/− zu 2003 | Sitze | +/− zu 2003 |
| Niederländisches Wahlkollegium |           |         |             |       |             |
| N-VA / CD&V                    | 1.287.389 | 19,42 % | +3,65 %     | 9     | +3          |
| Open VLD                       | 821.980   | 12,40 % | −2,98 %     | 5     | −2          |
| VB                             | 787.782   | 11,89 % | +0,57 %     | 5     | ±0          |
| SP-A-SPIRIT                    | 665.342   | 10,04 % | −5,43 %     | 4     | −3          |
| Groen!                         | 241.151   | 3,64 %  | +1,18 %     | 1     | +1          |
| LDD                            | 223.992   | 3,38 %  | –           | 1     | –           |
| Französisches Wahlkollegium    |           |         |             |       |             |
| MR                             | 815.755   | 12,31 % | +0,16 %     | 6     | +1          |
| PS                             | 678.812   | 10,24 % | −2,60 %     | 4     | −2          |
| CDH                            | 390.852   | 5,90 %  | +0,36 %     | 2     | ±0          |
| Ecolo                          | 385.466   | 5,82 %  | +2,63 %     | 2     | +1          |
| FN                             | 150.461   | 2,27 %  | +0,02 %     | 1     | ±0          |

1. ↑  Bei der Wahl 2003 traten CD&V und NV-A mit getrennten Listen an.
2. ↑  Bei der Wahl 2003 als VLD, 2007 als OpenVLD
3. ↑  Bei der Wahl 203 als Vlaams Blok, 2007 als Vlaams Belang
4. ↑  Bei der Wahl 2003 als AGALEV, 2007 als GROEN!

## Beurteilung der Wahl
Insgesamt zeigte sich bei der Wahl eine leichte Rechtsverschiebung im politischen Spektrum. Hauptverlierer der Wahl waren die Sozialisten, deren Verluste nur teilweise durch die Gewinne der Grünen aufgewogen wurden. Außerdem verstärkte sich die seit einigen Wahlen abzeichnende Tendenz, dass sich in Belgien zwei verschiedene politische Landschaften entwickelten. In Flandern war die politische Landschaft von konservativen bis rechten Parteien, wie CD&V/NVA, VLD, Vlaams Belang, und Lijst Dedecker dominiert. In Wallonien war das Mouvement Réformateur (MR) stärkste Partei und das Centre Démocrate Humaniste (cdh) war eine relativ kleine Partei, die auch als gemäßigter galt, als ihr flämisches Pendant CD&V. In Wallonien waren die Sozialisten und Grünen stärker vertreten, als in Flandern. Diese Differenzen erschwerten eine Koalition zwischen wallonischen und flämischen Parteien zusätzlich. Zudem vertraten die Parteien, die in Flandern und Wallonien erfolgreich waren, im Wahlkampf unterschiedliche Positionen hinsichtlich einer Verfassungsreform. Die flämischen Parteien, insbesondere das CD&V/NVA, erklärten, dass keine Regierung gebildet werden dürfe, ohne dass in verschiedenen Politikbereichen (Steuersystem, Beschäftigung, soziale Sicherheit) starke Fortschritte in Richtung einer größeren Autonomie Flanderns erzielt würden. Die frankophonen Parteien setzten sich dafür ein, jede neue staatliche Regelung in der neuen Legislaturperiode abzulehnen. Es zeichnete sich daher eine schwierige Regierungsbildung ab.

## Regierungsbildung
Die Regierung Verhofstadt II aus VLD, PS, MR und SP-A büßte 22 Sitze ein und verlor mit nunmehr noch 75 Abgeordneten ihre absolute Mehrheit.
Der am 15. Juli 2007 mit der Bildung einer neuen Regierung beauftragte Vorsitzende des Wahlsiegers CD-V, Yves Leterme, gab den Auftrag am 22. August 2007 wieder zurück, da sich die flämischen und wallonischen Parteien nicht darauf einigen konnten, den Regionen zugunsten Flandern eine größere Autonomie zu gewähren.
Nachdem auch ein zweiter Versuch der Regierungsbildung durch Leterme am 2. Dezember scheiterte, wurde auf Druck der Öffentlichkeit der bisherige Premierminister Guy Verhofstadt von König Albert II. mit der Bildung einer Übergangsregierung betraut. Am 21. Dezember wurde die Regierung Verhofstadt III aus CD&V, MR, PS, Open VLD und CDH schließlich vereidigt.
Nachdem sich die Parteien auf eine Reform der föderalen Strukturen geeinigt hatten, trat Verhofstadt zurück und die Regierung Leterme I, die sich ebenfalls auf CD&V, MR, PS, Open VLD und CDH stützte, wurde am 21. März 2008 vereidigt.